# Junichi Fujino
Junichi Fujino (japanisch 藤野 純一 Fujino Junichi; * 1972) ist ein japanischer Elektroingenieur und Nachhaltigkeitsforscher. Für seine Arbeiten wurde er 2008 mit der Giuseppe-Motta-Medaille ausgezeichnet.

## Biographie
Junichi Fujino promovierte in Elektrotechnik an der Universität Tokio mit einer Analyse des weltweiten Energiesystems im Jahr 2100 (SDG 7).
Im Jahr 2000 begann er seine Arbeit am Nationalen Institut für Umweltstudien (NIES), ein Schwerpunkt war die Beteiligung am „Low Carbon Society Scenarios Research Project towards 2050“ in Japan und Asien.
Seit der COP 11 in Montreal 2005 nahm er an der jährlich stattfindenden Weltklimakonferenzen teil. Im Herbst 2010 wurde er Mitglied des Komitees zur Förderung der „FutureCity“-Initiative, die lokale Regierungen bei der nachhaltigen Stadtplanung unterstützt. Nach dem Pariser Abkommen von 2015 arbeitete er im Regierungsausschuss für die Reduzierung der Treibhausgasemissionen Japans mit.  2018 wurde er Mitglied des Hochrangigen Politischen UN-Forum für Nachhaltigkeit, 2019 der Synergiekonferenz der Vereinten Nationen zu Klima und SDGs.
Seit April 2019 ist er Forscher und Programmdirektor am Institute for Global Environmental Strategies (IGES) in Hayama in der Präfektur Kanagawa. Das Institut  wurde im März 1998 auf Initiative der japanischen Regierung und mit Unterstützung der Präfektur Kanagawa auf der Grundlage der „Charta zur Gründung des Instituts für globale Umweltstrategien“ gegründet. Das Institut soll die Modelle für die Zivilisation der Zukunft entwickeln und innovative Politikentwicklung und strategische Forschung für Umweltmaßnahmen betreiben, wobei die Ergebnisse der Forschung in politische Entscheidungen zur Verwirklichung einer nachhaltigen Entwicklung sowohl im asiatisch-pazifischen Raum als auch weltweit einfließen sollen. Derzeit liegt sein Schwerpunkt auf der Unterstützung asiatischer Länder und lokaler Regierungen bei ihren Bemühungen um die Dekarbonisierung und die Erreichung der SDGs.
Zur Vorbereitung der Olympischen Sommerspiele 2020 in Tokio war Jujino Mitglied des „Ausschusses für Stadtplanung und Nachhaltigkeit“ des Organisationskomitees und Vorsitzender der „Arbeitsgruppe Dekarbonisierung“. Seit Januar 2022 leitet er das Gremium des japanischen Umweltministeriums, in dem die  Dekarbonisierung der großen Ballungsräume koordiniert werden soll, wie es im SDG 11 formuliert wird. 2022 nahm er für Japan an der Biodiversitäts-COP15 in Montreal teil.

## Auszeichnungen
- 2008 Giuseppe-Motta-Medaille[2]

## Publikationen (Auswahl)
- Governance of Urban Sustainability Transitions : European and Asian Experiences als Hrsg. mit D. Loorbach u. a. 2015 Springer Tokyo ISBN 978-4-431-55425-7
- Ryoko Nakano, Junichi Fujino: 令和５年度脱炭素社会実現のための都市間連携事業委託業務 マレーシア国クアラルンプール市 [GJ2025 Auftragsarbeit für ein städteübergreifendes Kooperationsprojekt zur Verwirklichung einer dekarbonisierten Gesellschaft in Kuala Lumpur City, Malaysia]. März 2024 (japanisch, iges.or.jp [abgerufen am 16. Juli 2024]).
- Junichi Fujino: GX 成長戦略と脱炭素先行地域、そして報徳仕法 [GX-Wachstumsstrategie, dekarbonisierte Regionen und Hotoku-Methode]. März 2023 (japanisch, iges.or.jp [abgerufen am 16. Juli 2024]).
- Junichi Fujino: 「ゼロカーボン」という道から「持続可能な まちづくり」という坂の上の雲を目指す [Vom Weg „Null Kohlenstoff“ zur Wolke auf dem Hügel der „nachhaltigen Stadtentwicklung“ streben]. Februar 2023 (japanisch, iges.or.jp [abgerufen am 16. Juli 2024]).